# Kincses Áron
Dr. habil. Kincses Áron (Budapest, 1976. március 13. –) matematika-fizika szakon végzett, statisztikus, a Magyar Tudományos Akadémia doktora, 2023. június 11-től a Központi Statisztikai Hivatal (KSH) elnöke.

## Életrajz
A Könyves Kálmán Gimnáziumban érettségizett, majd a Debreceni Egyetem matematika-fizika szakán folytatta tanulmányait. PhD fokozatát az ELTE Földtudományi Doktori Iskolájában szerezte 2010-ben. Az MTA doktora címet 2023-ban kapta meg. A Központi Statisztikai Hivatalban 2000 szeptemberétől dolgozik, 2017-ben elnökhelyettesnek, 2023. június 11-én pedig elnöknek nevezik ki.
Főbb kutatásai a nemzetközi vándorlás témaköréhez kapcsolódnak. A Kárpát-medence migrációs hálózatának szentelt kutatásaival kétszer nyerte el a Magyar Tudományos Akadémia Bolyai János Kutatási ösztöndíját (2014–2015 és 2018–2020 között). Számos hazai, OECD és az Európai Unió által finanszírozott kutatásban vett részt kutatóként, kutatásvezetőként. Legrangosabb elismerése egy állami kitüntetés, a Fényes Elek-díj, melyet a Miniszterelnökséget vezető miniszter a statisztika, demográfia, migráció területén elért eredmények elismeréseként adományozott neki 2014. július 7-én.
Kiterjedt oktatói tevékenységet folytat: 2011 és 2015 között a Károli Gáspár Református Egyetem Közgazdasági Tanszékén dolgozott, 2019-től a BGE Alkalmazott Statisztika kihelyezett tanszékének vezetője. Emellett a Miskolci Egyetem Gazdaságtudományi Karának habilitált egyetemi docense, a Nemzeti Közszolgálati Egyetem címzetes oktatója, az Óbudai Egyetem és a Budapesti Gazdasági Egyetem címzetes egyetemi tanára.
2020-tól tagja a Magyar Tudományos Akadémia IX. Gazdaság- és Jogtudományok Osztályának Statisztikai Tudományos Albizottságának. A Magyar Statisztikai Társaság választmányában 2017 óta van jelen. KSH-elnöki tisztsége mellett további három hazai és két nemzetközi tudományos társaság tagja, négy – hazai és külföldi – szakfolyóirat szerkesztőbizottságában szerepel. Emellett kilenc tudományos konferenciát szervezett, és 157 publikációja jelent meg (ebből hat monográfia), melyek 1381 hivatkozást számlálnak. A Scopusban jegyzett publikációinak száma 40, és a Scopus által indexált folyóiratokban 145 független hivatkozás található a munkáira. Összesen négy PhD-védésen vett részt, továbbá több mint 50 külföldi és hazai konferencián tartott előadást. A hazai és nemzetközi kutatások, folyóiratok rendszeres bírálója. Az általa elnyert 12 tudományos pályázat közül hat nemzetközi volt.

## Pályafutása

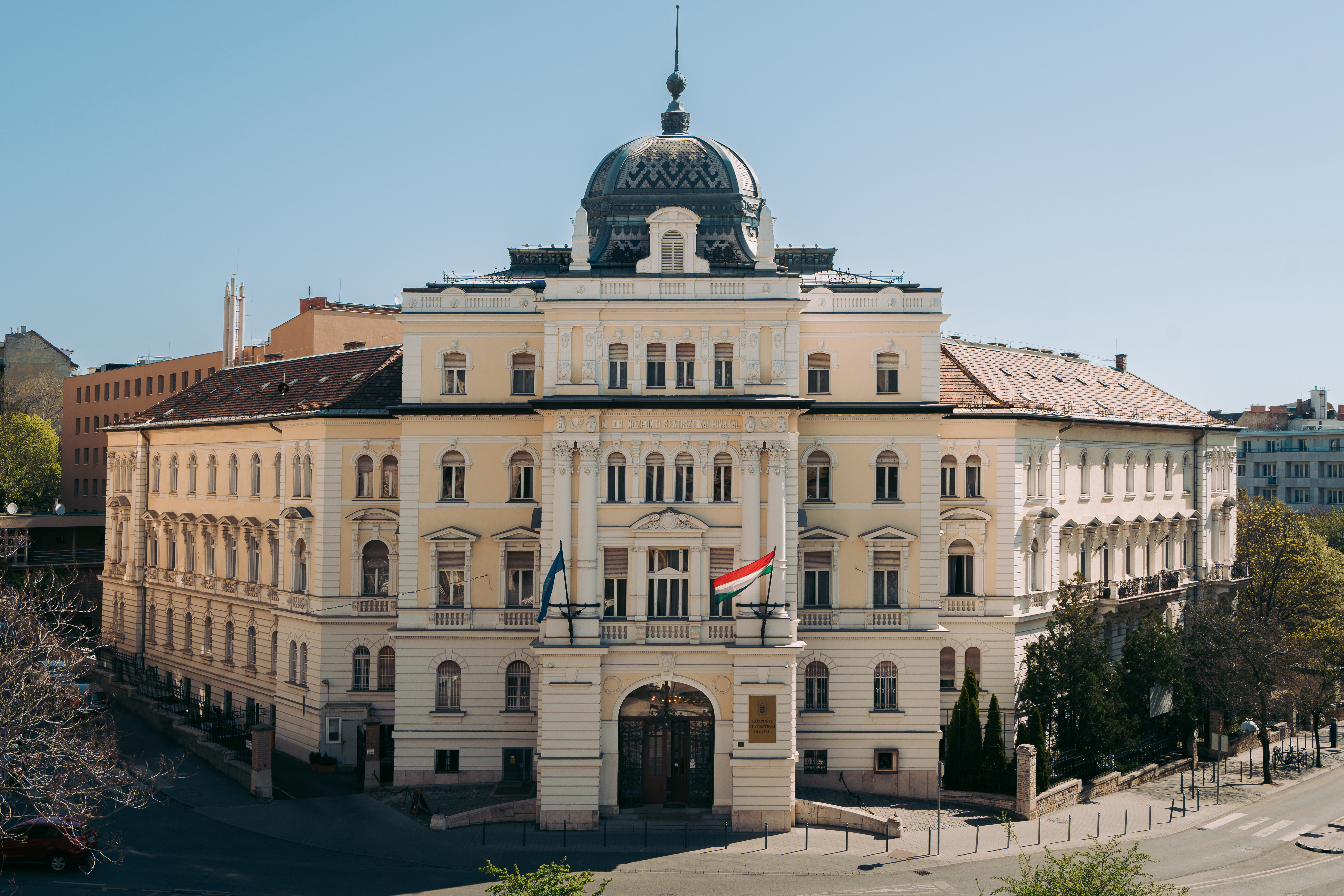
A Központi Statisztikai Hivatal (KSH) főépülete

### Végzettségek, tudományos fokozatok
| 2025 -    | habilitált egyetemi docens, Miskolci Egyetem                                                                      |
| 2023      | A Magyar Tudományos Akadémia doktora                                                                              |
| 2007–2010 | PhD-fokozat, (Eötvös Loránd Tudományegyetem, Földtudományi Doktori Iskola, földrajz-meteorológia doktori program) |
| 2002–2003 | statisztikai szervező, elemző szakképzettség (KSH, Perfekt Rt.)                                                   |
| 1995–2000 | matematika-fizika szak (Debreceni Egyetem)                                                                        |

### Munkahelyei
| 2023. június 11. – | Központi Statisztikai Hivatal                                                                       | elnök                     |
| 2020–              | Miskolci Egyetem Világ és Regionális Gazdaságtan Intézet                                            | egyetemi docens           |
| 2017–2023          | Központi Statisztikai Hivatal                                                                       | elnökhelyettes            |
| 2014–2017          | Központi Statisztikai Hivatal, Életmód-, foglalkoztatás- és oktatásstatisztikai főosztály           | főosztályvezető-helyettes |
| 2013–2014          | Központi Statisztikai Hivatal, Életmód-, foglalkoztatás- és oktatásstatisztikai főosztály           | osztályvezető             |
| 2011–2013          | Központi Statisztikai Hivatal, Vidékfejlesztési, mezőgazdasági és környezeti statisztikai főosztály | osztályvezető             |
| 2011–2015          | Károli Gáspár Református Egyetem, Állami és Jogtudományi kar                                        | kutató                    |
| 2008–2011          | Központi Statisztikai Hivatal, Mezőgazdasági és környezeti statisztikai főosztály                   | statisztikus              |
| 2006–2008          | Központi Statisztikai Hivatal, Népességstatisztikai főosztály                                       | statisztikus              |
| 2000–2006          | Központi Statisztikai Hivatal, Népesedés-, egészségügyi és szociális statisztikai főosztály         |                           |

### Fontosabb szakmai tisztségek
| A Miskolci Egyetem habilitált egyetemi docense | 2025-től  |
| Óbudai Egyetem Doktori és Habilitációs Tanács szavazati joggal rendelkező külső tagja                                                                                  | 2024-től  |
| Budapesti Gazdasági Egyetem – címzetes egyetemi tanár | 2024-től  |
| A cseh „Statistika: Statistics and Economy Journal” angol nyelvű folyóirat szerkesztőbizottsági tagja                                                                  | 2023-tól  |
| Óbudai Egyetem – címzetes egyetemi tanár | 2021-től  |
| Nemzeti Közszolgálati Egyetem – címzetes oktató | 2021-től  |
| A Magyar Tudományos Akadémia X. Földtudományok Osztályának köztestületi tagja                                                                                          | 2021-től  |
| A Magyar Tudományos Akadémia IX. Gazdaság- és Jogtudományok Osztálya, Statisztikai és Jövőkutatási Tudományos bizottság tagja                                          | 2020-tól  |
| A Magyar Regionális Tudományos Társaság tagja | 2020-tól  |
| A BGE Alkalmazott Statisztika kihelyezett tanszék vezetője | 2019-től  |
| Youmig (Horizon 2020) felügyelőbizottságának elnöke | 2019-2020 |
| EMOS igazgatósági tag (European Master in Official Statistics) | 2018-2020 |
| ENSZ, Praia City Group magyar tagja | 2018-2023 |
| Az Európai Bizottság antidiszkriminációval, egyenlőséggel és sokféleséggel foglalkozó munkacsoportja egyenlőtlenségeket mérő adatokkal foglalkozó alcsoportjának tagja | 2018-2022 |
| A Regional Statistics folyóirat szerkesztőbizottságának tagja | 2018-tól  |
| PIAAC Szakmai Irányító Testület tagja | 2017-től  |
| A Magyar Statisztikai Társaság Választmányi tagja | 2017-től  |
| Az Országos Statisztikai Tanács tagja | 2017-től  |
| Turizmus Bulletin folyóirat tudományos tanácsadó testületének tagja | 2017-től  |
| Az Európai Statisztikai Rendszer Vision Implementation Group tagja | 2016-2021 |
| A Területi Statisztika című tudományos folyóirat szerkesztőbizottságának tagja                                                                                         | 2014-től  |
| Az Európai Bizottság Indicators Sub-Group (ISG) munkacsoport tagja | 2013-2017 |
| Károli Gáspár Református Egyetem, Állami és Jogtudományi Kar, Közgazdasági Tanszék – tudományos munkatárs                                                              | 2011-2015 |

#### Díjai, elismerései
| Bolyai Emléklap                                  | 2021        |
| Bolyai János Kutatási Ösztöndíj                  | 2018 – 2020 |
| Bolyai Emléklap                                  | 2016        |
| Elnöki dicséret                                  | 2015        |
| Bolyai János Kutatási Ösztöndíj                  | 2014 – 2015 |
| Fényes Elek-díj                                  | 2014        |
| Szalay-díj 1. hely, Rutherford-szórás vizsgálata | 2010        |